# Riders (Roman)
Riders (englisch für „Reiter“) ist ein 1985 erschienener Bestseller-Roman der britischen Autorin Jilly Cooper.

## Handlung
Die Geschichte spielt in den späten 70er und frühen 80er Jahren in der Region Cotswolds in England und konzentriert sich auf das Leben einer Gruppe von ruhm- und geldhungrigen Weltklasse-Springreitern.
Der Roman behandelt die Rivalität zwischen zwei Springreitern.  Die Hauptfigur ist Jake Lovell, ein talentierter Reiter, der als Zigeuner geboren wurde. Er will sich für die jahrelangen Schikanen des Aristokraten Rupert Campbell-Black rächen.  Mit Hilfe der reichen Debütantin Tory Maxwell gelingt es ihm, sich einen Namen auf dem Springplatz zu machen. Rupert hingegen genießt das Jetset-Leben mit seinem besten Freund Billy Lloyd-Foxe sowie einer Reihe schöner Frauen, Pferde und Hunde. Als Jake und Rupert sich nach langer Zeit wieder treffen, keimen alte Rivalitäten auf, und wollen sich beweisen, wer der bessere Reiter und Liebhaber ist. Der Roman bietet Einblicke in das Leben dieser Reiter, ihrer Pferde, Pfleger und Familien und zeigt die Höhen und Tiefen des Lebens in der Pferdewelt.
Der finale Showdown sind die Olympischen Spiele 1984 in Los Angeles.

## Figuren
- Rupert Campbell-Black hat aufgrund seiner adeligen Herkunft eine hohe gesellschaftliche Stellung. Er ist arrogant, gewalttätig, verfügt über Geld und Ruhm in der Reitszene, und die Frauen liegen ihm zu Füßen. Seine Pferde trainiert er mit zweifelhaften Trainingsmethoden.
- Jake Lovell ist Zigeuner, Weltklassereiter und der Held des Romans. Er ist grüblerisch und geheimnisvoll. Aufgrund des Mobbings während der Schulzeit möchte er sich privat und beruflich an Rupert rächen.
- Billy Lloyd Foxe ist Ruperts bester Freund.

## Kritik
- „Sex and horses: who could ask for more?“ - Sunday Telegraph[1]
- Im November 2019 nahm BBC News Riders auf in seine Liste der „100 most inspiring novels“.[2]

Der ehemalige britische Premierminister Rishi Sunak bezeichnete im Mai 2023 Rider und andere Cooper-Romane als seine Lieblingsbücher.
Das Cover des Buches sorgte bei der Erstveröffentlichung im Jahr 1985 für Kontroversen: Zu sehen war eine Männerhand auf dem Gesäß einer Frau in Reithose. In der zum 30-jährigen Jubiläum im Jahr 2015 erschienenen Ausgabe wurde die Hand näher an der Hüfte der Frau abgebildet, was nicht den Erwartungen aller Fans entsprach.

## Verfilmung
1993 wurde der Roman unter der Regie von Gabrielle Beaumont verfilmt.
In Deutschland ist der Film unter dem Namen Vom Haß getrieben bekannt.